# Termómetro

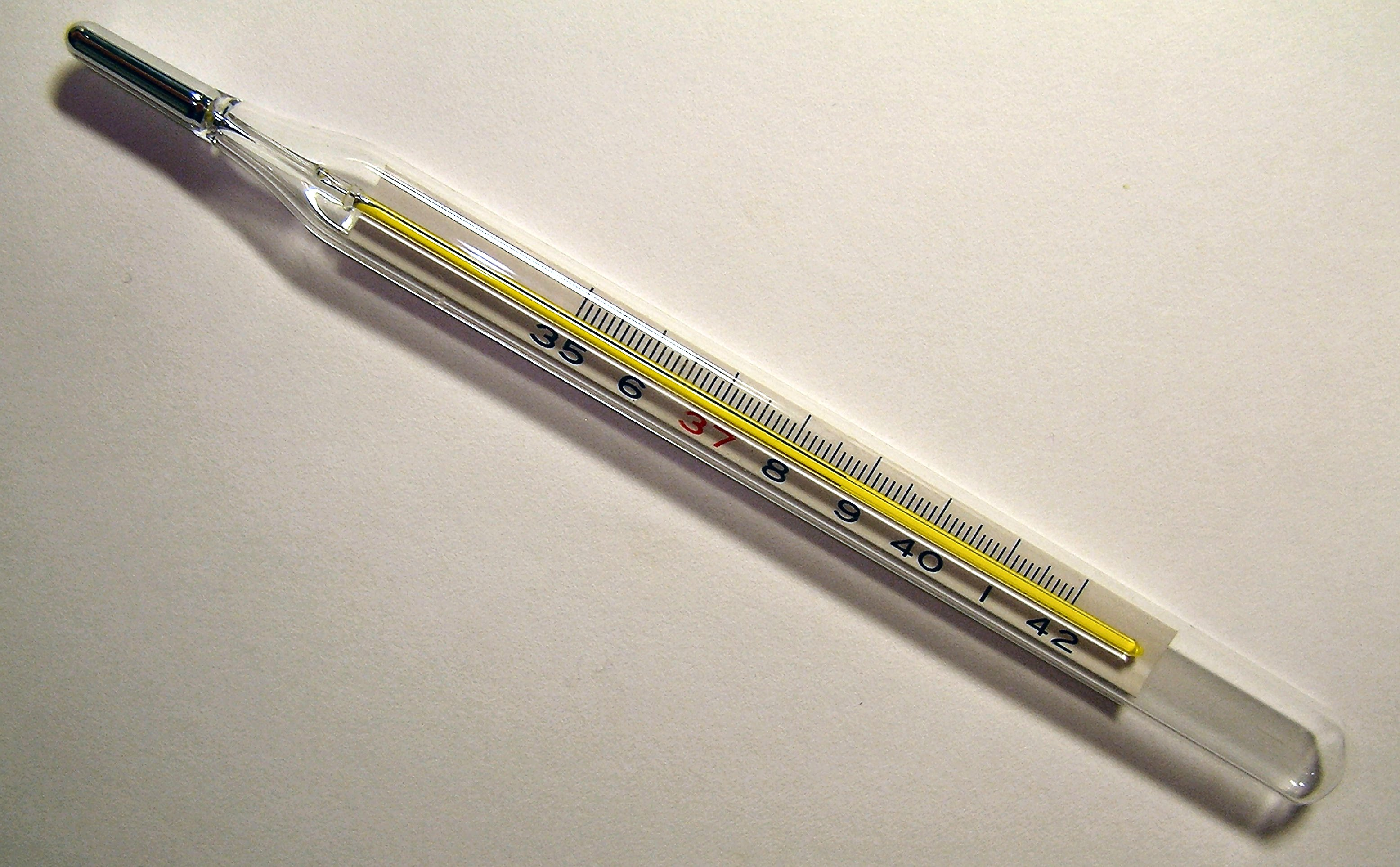
Termómetro clínico de cristal.

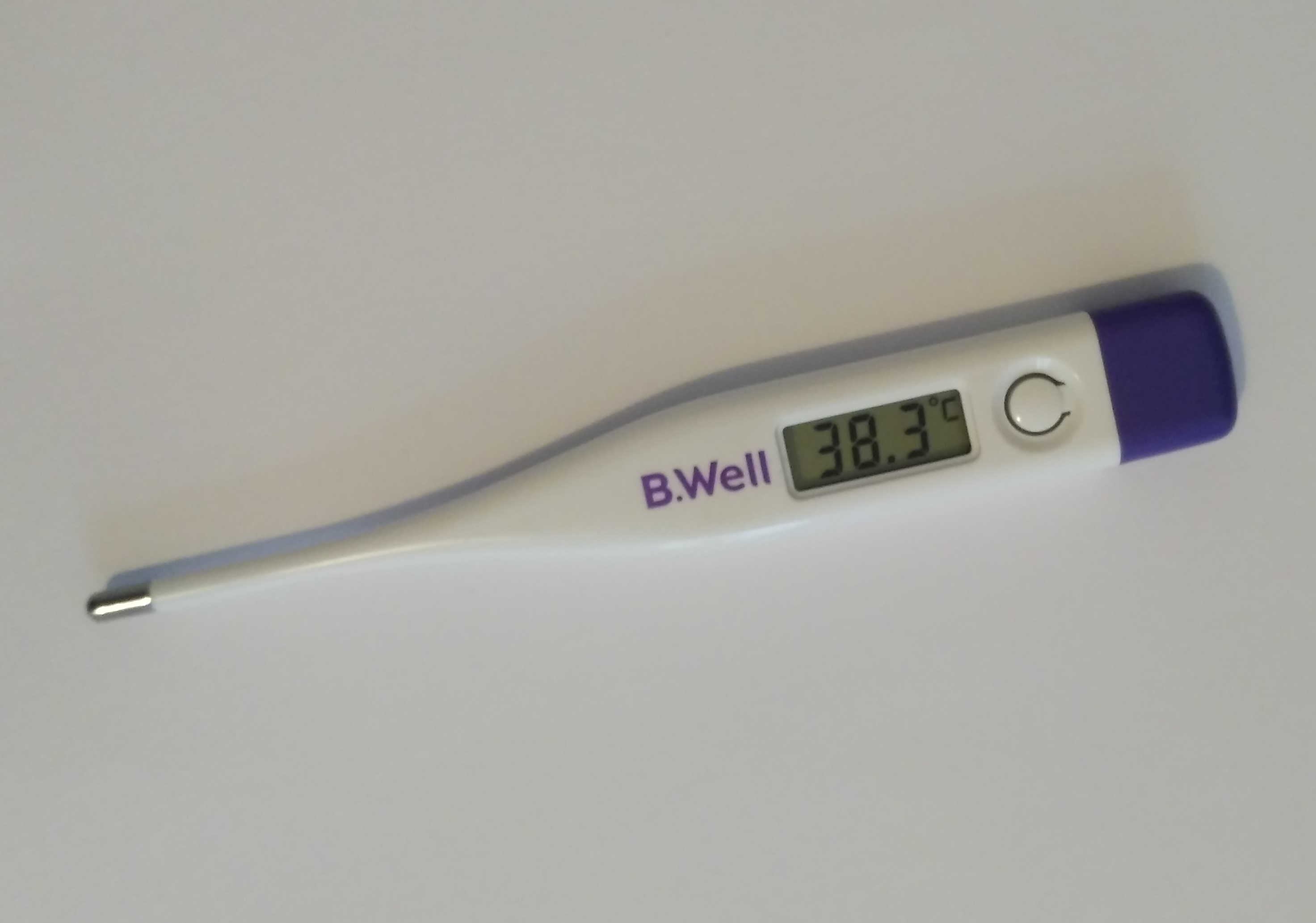
Termómetro clínico digital.

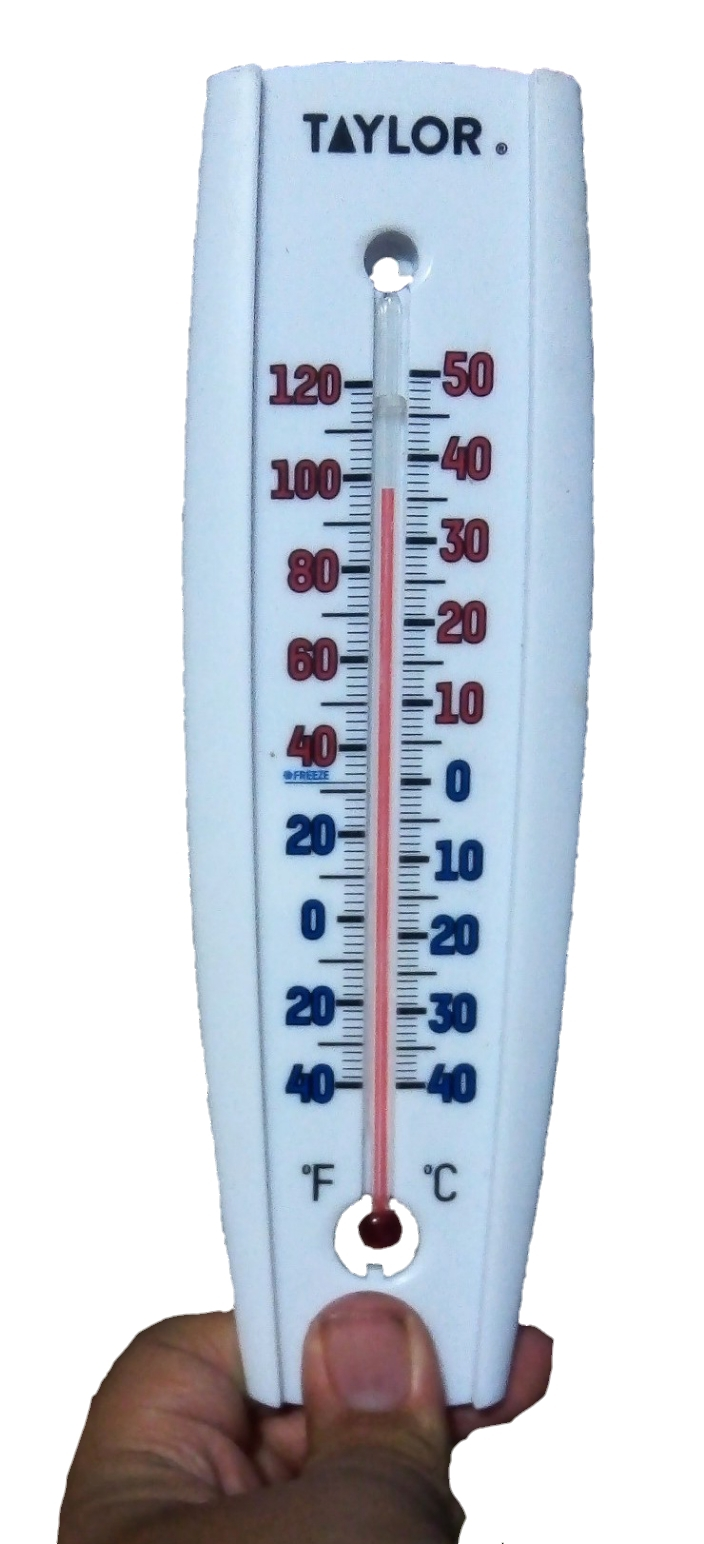
Un termómetro de alcohol.

El termómetro es un instrumento de medición de temperatura. Desde su invención ha evolucionado mucho, principalmente a partir del desarrollo de los termómetros digitales.
Inicialmente se fabricaron aprovechando el fenómeno de la dilatación, por lo que se prefería el uso de materiales con elevado coeficiente de dilatación, de modo que, al aumentar la temperatura, su estiramiento era fácilmente visible. La sustancia que se utilizaba más frecuentemente en este tipo de termómetros ha sido el mercurio, encerrado en un tubo de vidrio que incorporaba una escala graduada, pero también alcoholes coloreados en termómetros grandes.
El creador del primer termoscopio fue Galileo Galilei; este podría considerarse el predecesor del termómetro. Consistía en un tubo de vidrio terminado en una esfera cerrada; el extremo abierto se sumergía boca abajo dentro de una mezcla de alcohol y agua, mientras la esfera quedaba en la parte superior. Al calentar el líquido, este subía por el tubo. 

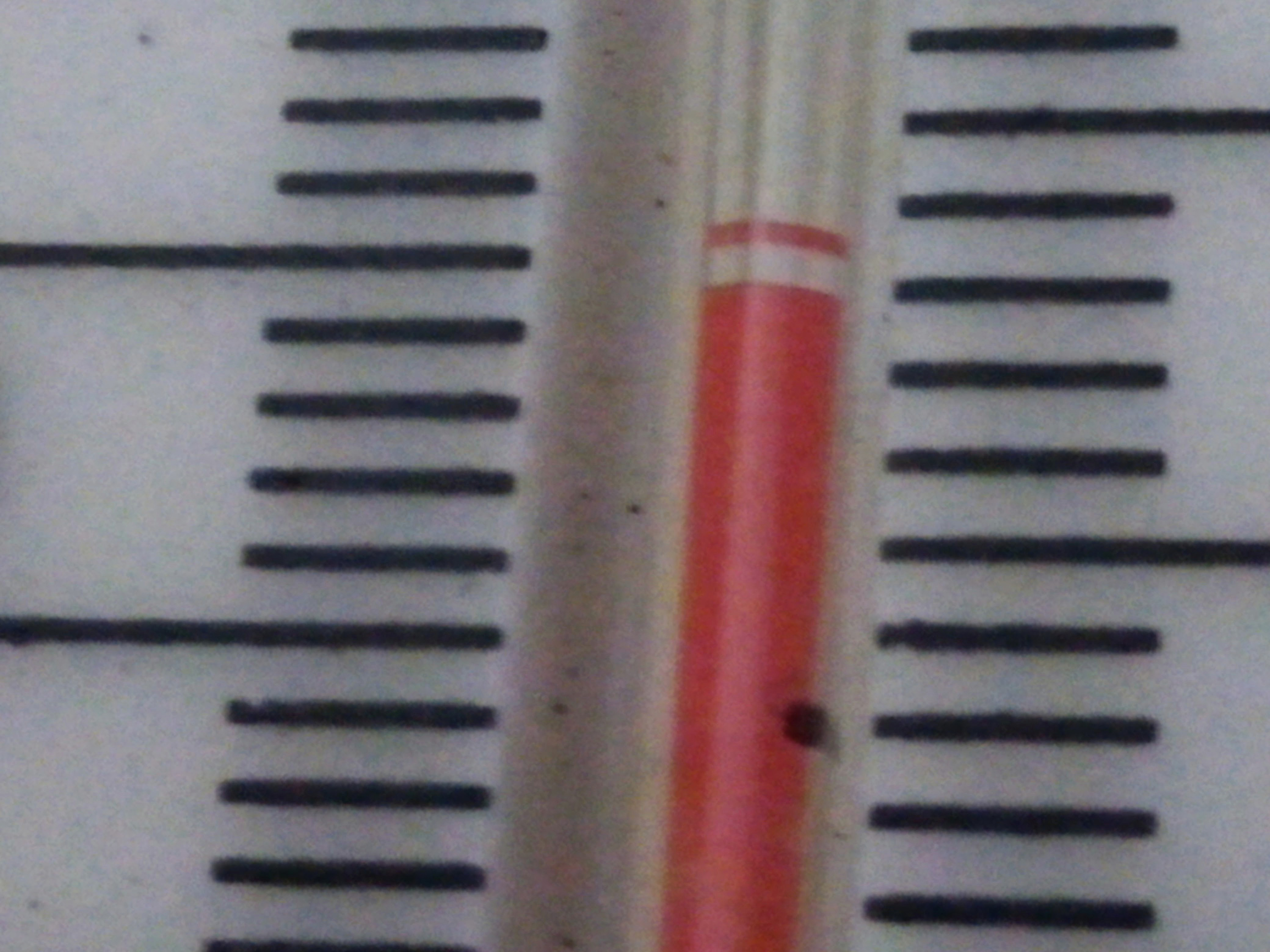
Un termometro con una columna de alcohol separada, un problema común en termometros de líquido.

La incorporación, entre 1611 y 1613, de una escala numérica al instrumento de Galileo se atribuye tanto a Francesco Sagredo como a Santorio Santorio, aunque es aceptada la autoría de este último en la aparición del termómetro.
En España se prohibió la fabricación de termómetros de mercurio en julio de 2007, por su efecto contaminante. [cita requerida]
En América Latina, los termómetros de mercurio siguen siendo ampliamente utilizados por la población. No es así en hospitales y centros de salud donde por regla general se utilizan termómetros digitales.[cita requerida]

## Escalas de temperatura
La escala más usada en la mayoría de los países del mundo es la Celsius (°C) en honor a Anders Celsius (1701-1744) que se llamó centígrado hasta 1948. En esta escala, el cero (0 °C) y los cien (100 °C) grados corresponden respectivamente a los puntos de congelación y de ebullición del agua, ambos a la presión de 1 atmósfera.
Otras escalas termométricas son:
- Fahrenheit (°F), propuesta por Daniel Gabriel Fahrenheit en la revista Philosophical Transactions (Londres, 33, 78, 1724). El grado Fahrenheit es la unidad de temperatura en el sistema anglosajón de unidades, utilizado principalmente en Estados Unidos.
Su relación con la escala Celsius es: °F = °C × 9/5 + 32   ;   °C = (°F − 32) × 5/9
- Réaumur (°R), actualmente en desuso. Se debe a René-Antoine Ferchault de Réaumur (1683-1757).
Su relación con la escala Celsius es: 0 °R = 0 °C; °R = °C × 4/5   ;   °C = °R × 5/4
- Kelvin (TK) o temperatura absoluta, es la escala de temperatura del Sistema Internacional de Unidades. Aunque la magnitud de una unidad Kelvin (K) coincide con un grado Celsius (°C), el cero se ha fijado en el cero absoluto a -273,15 °C y es inalcanzable según el tercer principio de la termodinámica.
Su relación con la escala Celsius es: TK = T°C + 273,15

## Tipos de termómetros

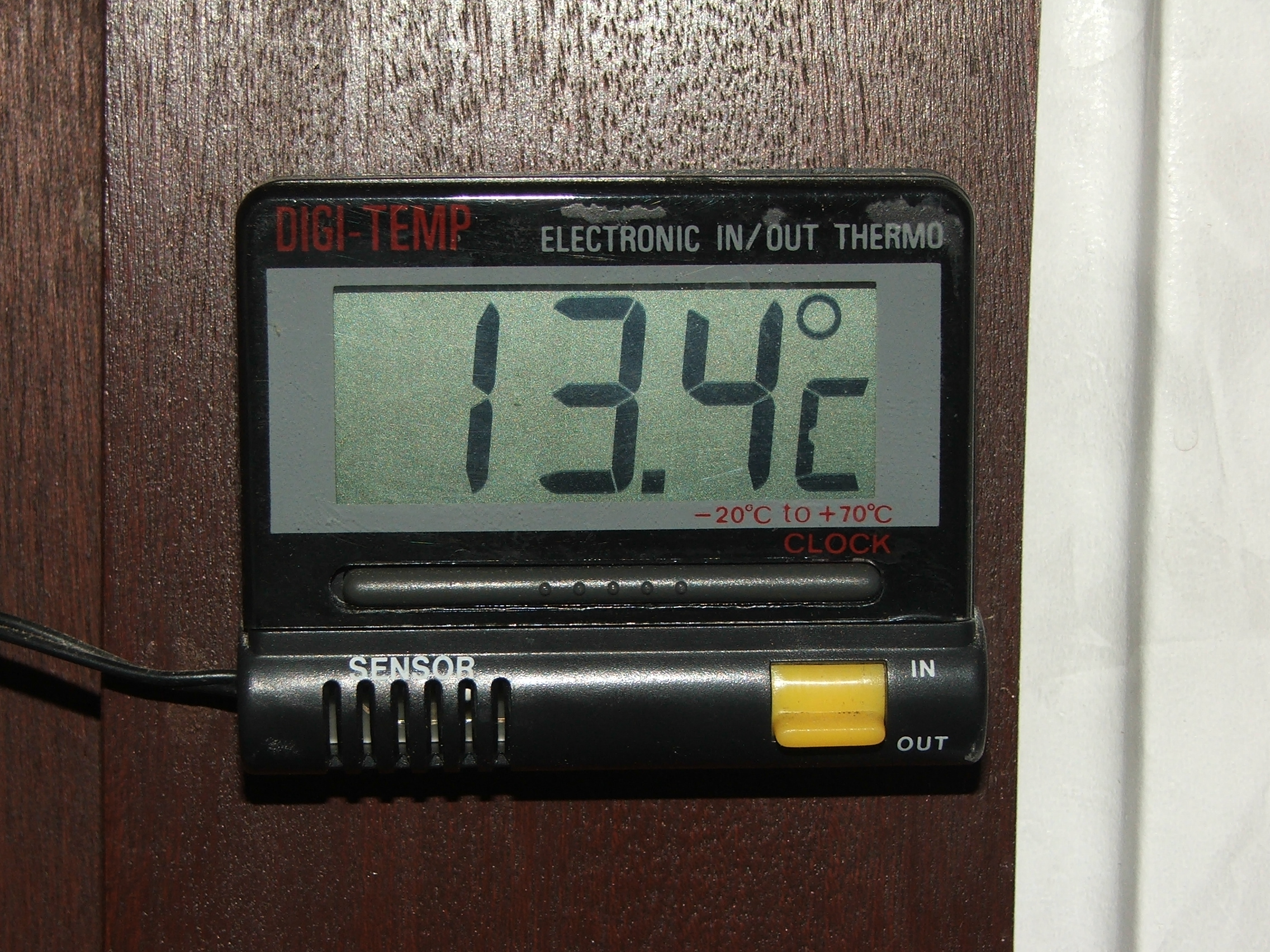
Termómetro digital de exteriores.

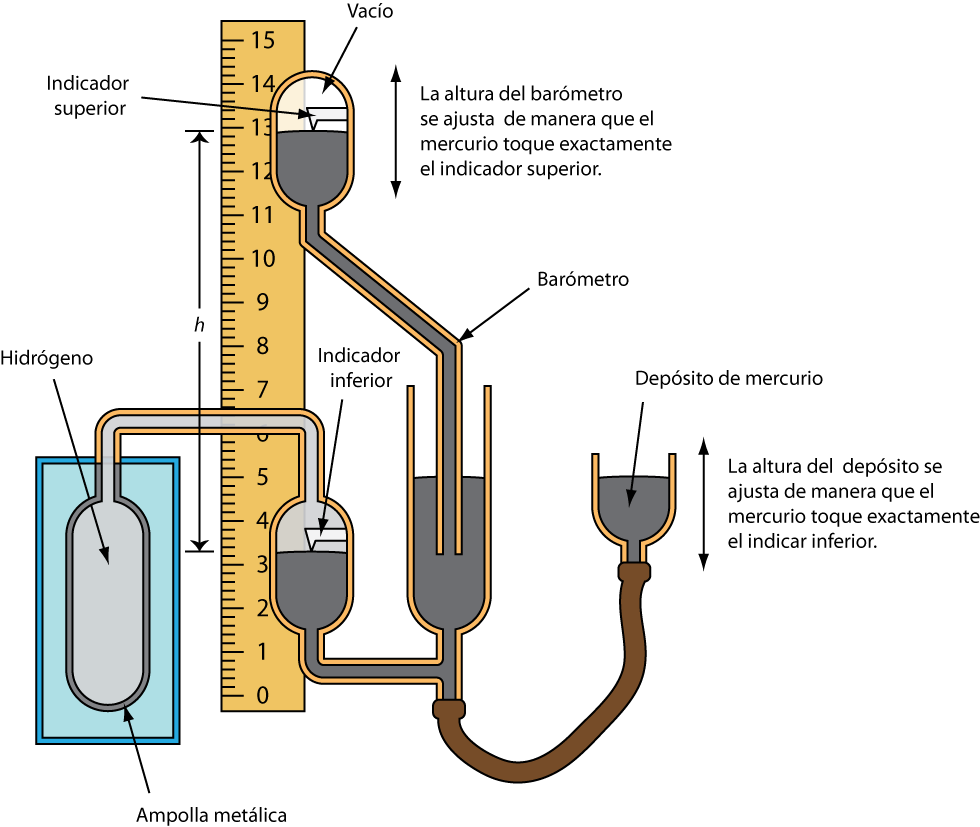
Termómetro de gas a volumen constante.

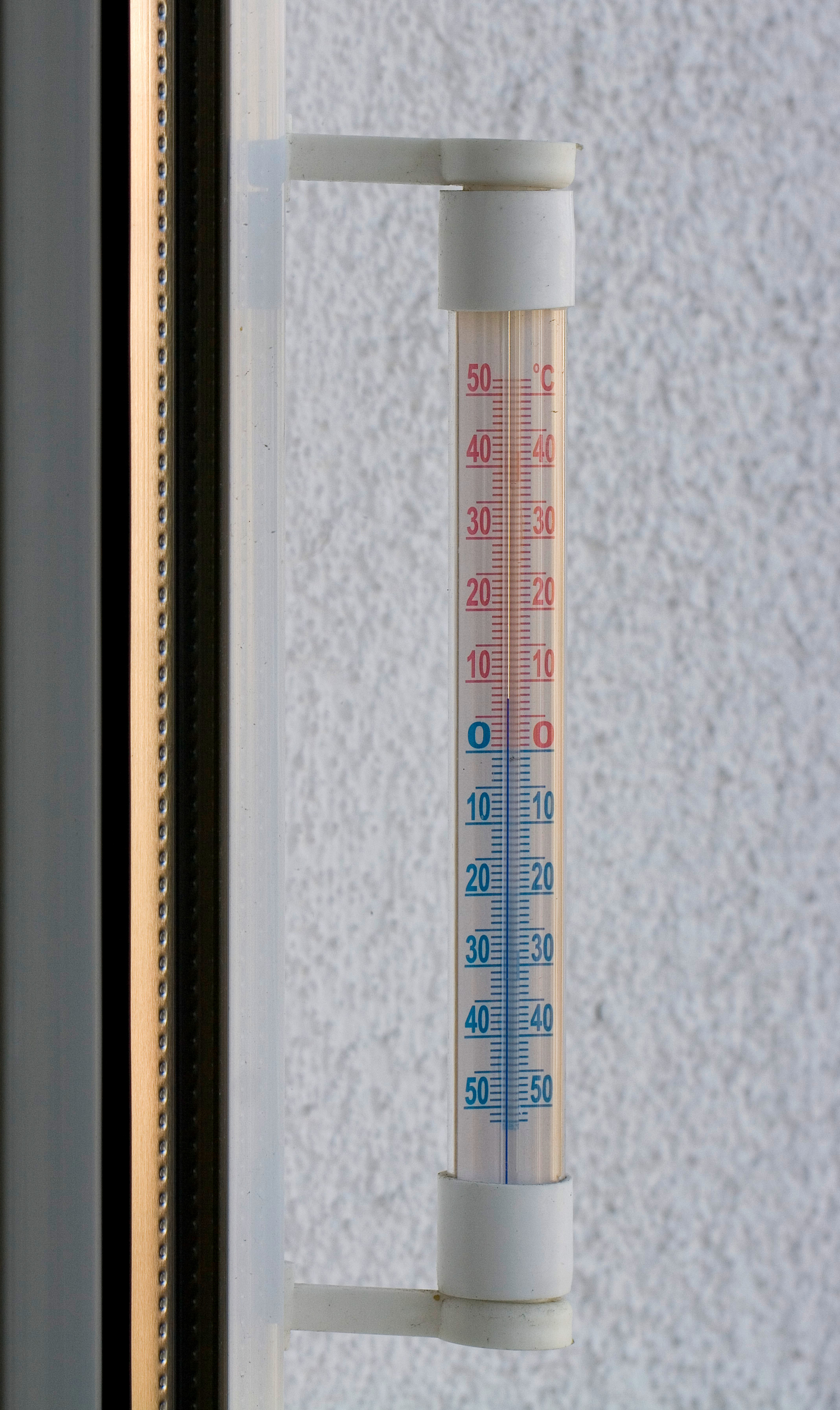
Termómetro exterior que se adhiere a la ventana.

- Termómetro de mercurio: es un tubo de vidrio sellado que contiene mercurio, cuyo volumen cambia con la temperatura de manera uniforme. Este cambio de volumen se aprecia en una escala graduada. El termómetro de mercurio fue inventado por Gabriel Fahrenheit en el año 1714.
- Pirómetros: termómetros para altas temperaturas, se utilizan en fundiciones, fábricas de vidrio, hornos para cocción de cerámica, etc. Existen varios tipos según su principio de funcionamiento:[4]
  - Pirómetro óptico: se basan en la ley de Wien de distribución de la radiación térmica, según la cual, el color de la radiación varía con la temperatura. El color de la radiación de la superficie a medir se compara con el color emitido por un filamento que se ajusta con un reostato calibrado. Se utilizan para medir temperaturas elevadas, desde 700 °C hasta 3.200 °C, a las cuales se irradia suficiente energía en el espectro visible para permitir la medición óptica.
  - Pirómetro de radiación total: se fundamentan en la ley de Stefan-Boltzmann, según la cual, la intensidad de energía emitida por un cuerpo negro es proporcional a la cuarta potencia de su temperatura absoluta.
  - Pirómetro de infrarrojos: captan la radiación infrarroja, filtrada por una lente, mediante un sensor fotorresistivo, dando lugar a una corriente eléctrica a partir de la cual un circuito electrónico calcula la temperatura. Pueden medir desde temperaturas inferiores a 0 °C hasta valores superiores a 2.000 °C.
  - Pirómetro fotoeléctrico: se basan en el efecto fotoeléctrico, por el cual se liberan electrones de semiconductores cristalinos cuando incide sobre ellos la radiación térmica.
- Termómetro de lámina bimetálica: formado por dos láminas de metales de coeficientes de dilatación muy distintos y arrollados dejando el coeficiente más alto en el interior. Se utiliza sobre todo como sensor de temperatura en el termohigrógrafo.
- Termómetro de gas: pueden ser a presión constante o a volumen constante. Este tipo de termómetros son muy exactos y generalmente son utilizados para la calibración de otros termómetros.
- Termómetro de resistencia: consiste en un alambre de algún metal (como el platino) cuya resistencia eléctrica cambia cuando varía la temperatura.
- Termopar: un termopar o termocupla es un dispositivo utilizado para medir temperaturas basado en la fuerza electromotriz que se genera al calentar la soldadura de dos metales distintos.
- Termistor: es un dispositivo que varía su resistencia eléctrica en función de la temperatura. Algunos termómetros hacen uso de circuitos integrados que contienen un termistor, como el LM35.
- Termómetros digitales: son aquellos que, valiéndose de dispositivos transductores como los mencionados, utilizan luego circuitos electrónicos para convertir en números las pequeñas variaciones de tensión obtenidas, mostrando finalmente la temperatura en un visualizador. Una de sus principales ventajas es que por no utilizar mercurio no contaminan el medio ambiente.

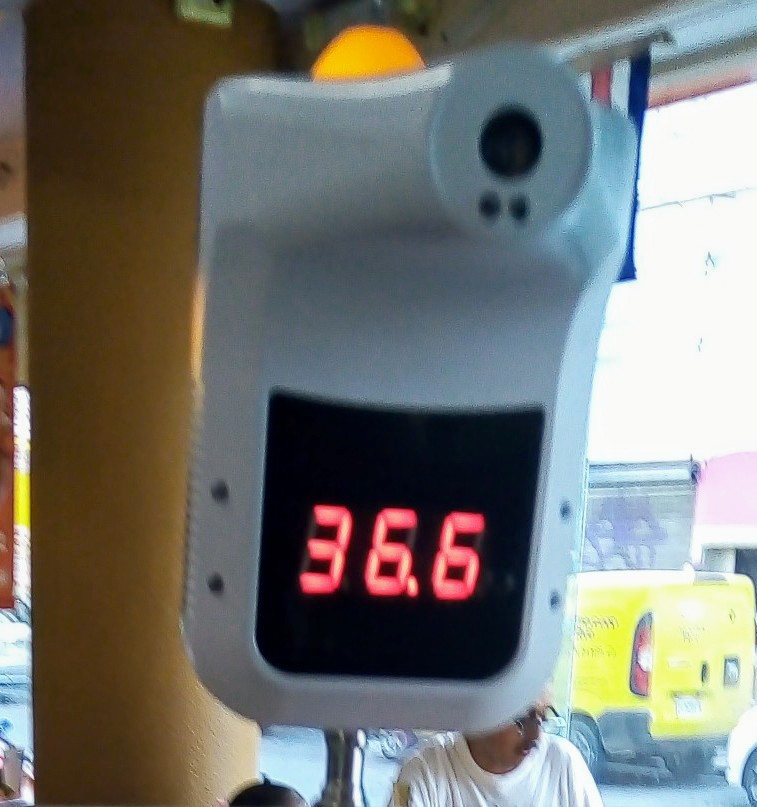
Un termometro digital instalado en un restaurante para medir la temperatura corporal de los clientes, en México.

- Termómetros clínicos: son los utilizados para medir la temperatura corporal. Los hay tradicionales de mercurio y digitales, teniendo estos últimos algunas ventajas adicionales como su fácil lectura, respuesta rápida, memoria y en algunos modelos alarma vibrante.

## Termómetros especiales

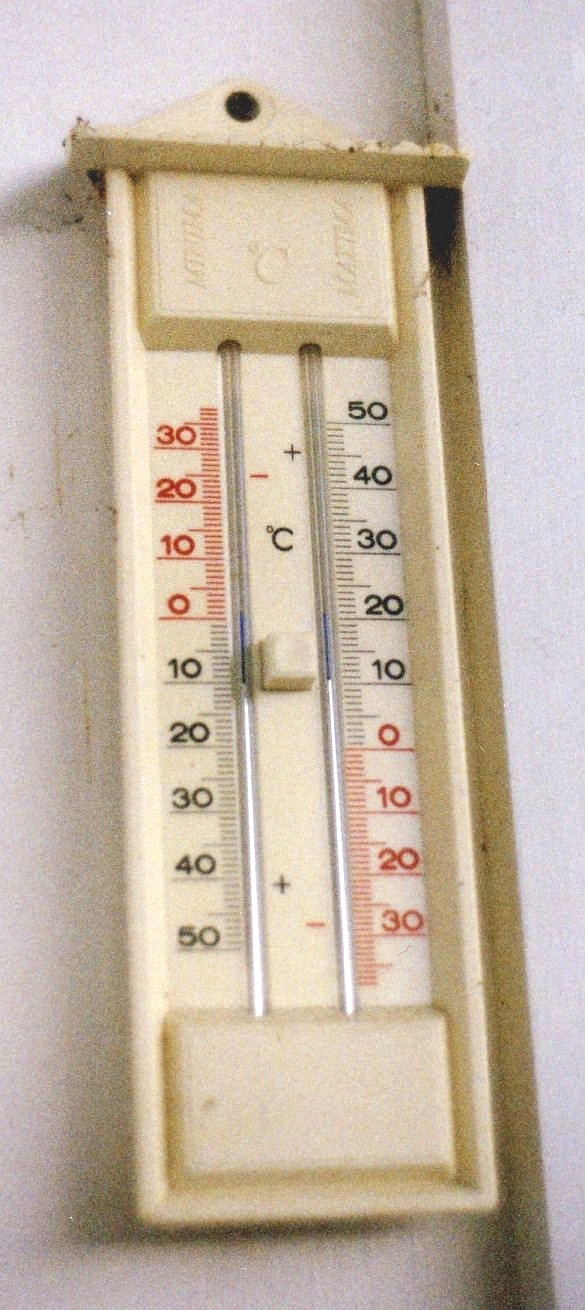
Termómetro de máxima y mínima.

Para medir ciertos parámetros se emplean termómetros modificados, tales como los siguientes:
- El termómetro de globo, para medir la temperatura radiante media. Consiste en un termómetro de mercurio que tiene el bulbo dentro de una esfera de metal hueca, pintada de negro de humo. La esfera absorbe radiación de los objetos del entorno más calientes que el aire y emite radiación hacia los más fríos, dando como resultado una medición que tiene en cuenta la radiación. Se utiliza para comprobar las condiciones de confort de las personas.[5]
- El termómetro de bulbo húmedo, para medir la influencia de la humedad en la sensación térmica. Junto con un termómetro ordinario forma un psicrómetro, que sirve para medir humedad relativa, tensión de vapor y punto de rocío. Se llama de bulbo húmedo porque de su bulbo o depósito parte un paño de algodón empapado de agua, contenida en un depósito que se coloca al lado y más bajo que el bulbo, de forma que por capilaridad está continuamente mojado.
- El termómetro de máximas y mínimas es utilizado en meteorología para saber la temperatura más alta y la más baja del día, y consiste en dos instrumentos montados en un solo aparato. También existen termómetros individuales de máxima o de mínima para usos especiales o de laboratorio.

## Termógrafo
El termógrafo es un termómetro acoplado a un dispositivo capaz de registrar, gráfica o digitalmente, la temperatura medida en forma continua o a intervalos de tiempo determinado.

## Calibración

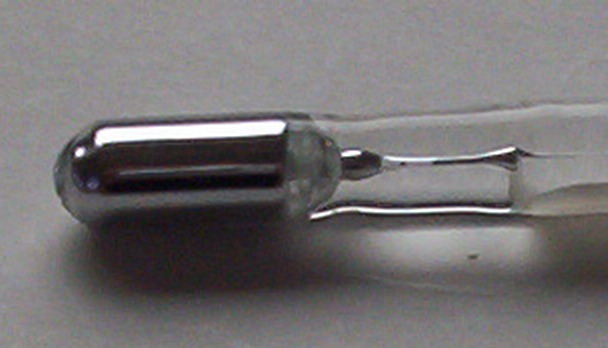
Detalle del bulbo de mercurio de un termómetro de mercurio de cristal.

Los termómetros pueden calibrarse comparándolos con otros termómetros calibrados o cotejándolos con puntos fijos conocidos en la escala de temperaturas. Los puntos fijos más conocidos son los puntos de fusión y ebullición del agua pura. (Hay que tener en cuenta que el punto de ebullición del agua varía con la presión, por lo que hay que controlarlo).
La forma tradicional de poner una escala en un termómetro de líquido en vidrio o líquido en metal era en tres etapas:
1. Sumergir la porción sensora en una mezcla agitada de hielo puro y agua a presión atmosférica y marcar el punto indicado cuando se había alcanzado el equilibrio térmico.
2. Sumergir la porción sensora en un baño de vapor a condiciones estándar de temperatura y presión y marcar de nuevo el punto indicado.
3. Dividir la distancia entre estas marcas en porciones iguales según la escala de temperatura que se utilice.

Otros puntos fijos utilizados en el pasado son la temperatura corporal (de un varón adulto sano) que fue utilizada originalmente por Fahrenheit como su punto fijo superior (96 grados Fahrenheit (35,6 °C) para ser un número divisible por 12) y la temperatura más baja dada por una mezcla de sal y hielo, que fue originalmente la definición de 0 grados Fahrenheit (−17,8 °C). (Este es un ejemplo de una mezcla frigorífica.) Como la temperatura del cuerpo varía, la escala Fahrenheit se cambió posteriormente para utilizar un punto fijo superior de agua hirviendo a 212 F.
En la actualidad se han sustituido por los puntos definitorios de la Escala Internacional de Temperatura de 1990, aunque en la práctica se utiliza más el punto de fusión del agua que su punto triple, siendo este último más difícil de manejar y, por tanto, restringido a la medición estándar crítica. En la actualidad, los fabricantes suelen utilizar un baño de termostato o un bloque sólido en el que la temperatura se mantiene constante en relación con un termómetro calibrado. Otros termómetros que deben calibrarse se introducen en el mismo baño o bloque y se les permite llegar al equilibrio, luego se marca la escala o se registra cualquier desviación de la escala del instrumento. Para muchos dispositivos modernos la calibración consistirá en indicar algún valor que se utilizará en el procesamiento de una señal electrónica para convertirla en una temperatura.

## Precisión, exactitud y reproducibilidad
La precisión o resolución de un termómetro es simplemente hasta qué fracción de grado es posible realizar una lectura. Para trabajos a alta temperatura, es posible que solo sea posible medir con una aproximación de 10 °C o más. Los termómetros clínicos y muchos termómetros electrónicos suelen tener una lectura de 0,1 °C. Instrumentos especiales pueden dar lecturas hasta una milésima de grado. Sin embargo, esta precisión no significa que la lectura sea verdadera o precisa, sólo significa que se pueden observar cambios muy pequeños.
Un termómetro calibrado en un punto fijo conocido es exacto (es decir, da una lectura verdadera) en ese punto. La invención de la tecnología para medir la temperatura condujo a la creación de escalas de temperatura. Entre los puntos de calibración fijos se utiliza la interpolación, normalmente lineal. Esto puede dar lugar a diferencias significativas entre diferentes tipos de termómetros en puntos alejados de los puntos fijos. Por ejemplo, la expansión del mercurio en un termómetro de vidrio es ligeramente diferente del cambio en la resistencia de un termómetro de resistencia de platino, por lo que estos dos diferirán ligeramente a alrededor de 50 °C. Puede haber otras causas debido a imperfecciones en el instrumento, p.e. en un termómetro de líquido en vidrio si el tubo capilar varía en diámetro.
Para muchos propósitos, la reproducibilidad es importante. Es decir, ¿el mismo termómetro da la misma lectura para la misma temperatura (o los termómetros de repuesto o varios termómetros dan la misma lectura)? La medición de temperatura reproducible significa que las comparaciones son válidas en experimentos científicos y los procesos industriales son consistentes. Así, si el mismo tipo de termómetro se calibra de la misma manera, sus lecturas serán válidas incluso si son ligeramente inexactas en comparación con la escala absoluta.
Un ejemplo de termómetro de referencia utilizado para comprobar que otros cumplan con los estándares industriales sería un termómetro de resistencia de platino con una pantalla digital de 0,1 °C (su precisión) que ha sido calibrado en 5 puntos con respecto a los estándares nacionales (−18, 0, 40, 70, 100 °C) y que está certificado con una precisión de ±0,2 °C.

## Los termómetros a través del tiempo
Varios autores han atribuido la invención del termómetro a Herón de Alejandría. El termómetro no fue un solo invento, sino un desarrollo.
Herón de Alejandría (10-70 d. C.) conocía el principio de que ciertas sustancias, especialmente el aire, se expanden y se contraen, y describió una demostración en la que un tubo cerrado parcialmente lleno de aire tenía su extremo en un recipiente con agua. La expansión y la contracción del aire hacían que la posición de la interfaz agua/aire se moviera a lo largo del tubo.
La siguiente cronología muestra los avances en las tecnologías de medición de temperatura:
- 1592: Galileo Galilei construye el termoscopio,[14] que utiliza la contracción del aire al enfriarse para hacer ascender agua por un tubo.
- 1612: Santorre Santorio da un uso médico al termómetro.
- 1714: Daniel Gabriel Fahrenheit inventa el termómetro de mercurio
- 1821: T.J. Seebeck inventa el termopar.
- 1864: Henri Becquerel sugiere un pirómetro óptico.
- 1870: Thomas Clifford Allbutt diseña el termómetro clínico.
- 1885: Calender-Van Dusen inventan el sensor de temperatura de resistencia de platino. Véase Ecuación de Callendar-Van Dusen.
- 1892: Henri-Louis Le Châtelier construye el primer pirómetro óptico.